# 루이스 아발로스
루이스 아발로스(Luis Ávalos, 1946년 9월 2일 ~ 2014년 1월 22일)는 쿠바의 배우, 텔레비전 배우이다.
아바나에서 태어났으며 미국에서 사망하였다. 사인은 심부전이다.  포리스트 론 메모리얼 파크에 매장되었다.

## 영화
- 하루 5달러 (2008년)
- 무모한 도전 (2005년) - 스타비 역
- 잭 & 바비 (2004년)
- 형사 콜롬보 - 숨겨진 지휘봉 (2000년)
- 노리에가 (2000년)
- 정글투정글 (1997년)
- OP 센터 (1995년)
- 집행자 (1993년)
- 다니엘 스틸 - 사랑의 굴레 (1991, Changes)
- 가장 최근의 옛날 이야기 (1991년)
- 8년만의 정사 (1991년)
- 철가방을 든 수녀 (1991년)
- 사랑의 기쁨 (1991년)
- 지하 터널의 전설 (1989년)
- 풀 하우스 (1987년)
- 고스트 하우스 (1987년)
- 프레스노 (1986년)
- 러브 차일드 (1982년)
- 주말의 연정 (1980년)
- 헌터 (1980년)
- 강력범 (1979년)
- 뺏지 373 (1973년)